# Valdoré
Valdoré es una localidad española perteneciente al municipio de Crémenes, en la provincia de León, comunidad autónoma de Castilla y León.

## Geografía

### Ubicación
| Noroeste: La Velilla de Valdoré | Norte: La Velilla de Valdoré | Noreste: Villayandre |
| Oeste: Vozmediano               |                              | Este: Verdiago       |
| Suroeste Sotillos de Sabero     | Sur: Sahelices de Sabero     | Sureste: Sabero      |

## Demografía
Evolución de la población
| Gráfica de evolución demográfica de Valdoré entre 2000 y 2017      |
|                                                                    |
| Población de derecho (2000-2017) según el padrón municipal del INE |